# Gliniarz i prokurator
Gliniarz i prokurator (ang. Jake and the Fatman, dosłownie: Jake i Grubas) – amerykański serial kryminalny powstający w latach 1987–1992. W tym czasie nakręcono 106 odcinków (pięć sezonów).

## Krótki opis
Serial opowiada o śledztwach prowadzonych przez przysadzistego prokuratora „Grubasa” (ang. Fatman) J.L. McCabe’a i przystojnego detektywa Jake Stylesa. Duetowi  towarzyszy młody zastępca prokuratora – Derek Mitchell. Akcja rozgrywa się początkowo w Los Angeles, następnie przenosi się na Hawaje, by z czasem powrócić do Kalifornii. Charakterystycznym i pamiętnym bohaterem serii był leniwy buldog prokuratora.

## Emisja w Polsce
Serial był kilkakrotnie emitowany w Polsce – po raz pierwszy przez TVP1 w czwartkowe ranki i wieczory, na przełomie lat 80. i 90. ubiegłego stulecia. Wznawiany później przez Polsat i Polsat 2, powrócił do Telewizji Polskiej – był nadawany przez TVP2, a później także na antenie TV4, TV6, TV Puls i Puls 2, Antena TV.
Dzięki popularności serialu powstał jego spinoff, znany i w Polsce – Diagnoza morderstwo.

## Obsada
- William Conrad – prokurator Jason Lochinvar McCabe (wszystkie 106 odcinków)
- Joe Penny – Jake Styles (106)
- Alan Campbell – Derek Mitchell (106)
- Lu Leonard – Gertrude (10)[2]
- Olga Russell – Elisabeth Berkeley-Smythe (44)
- Jack Hogan – sędzia Smithwood (12)
- George O’Hanlon – sierżant Rafferty (13)
- Melody Anderson – sierżant Neely Capshaw (6)

W epizodach wystąpili m.in.: Michael Madsen (1 odcinek), James Cromwell (1), Ernest Borgnine (1), Polly Bergen (1), Tobey Maguire (1), Roxann Dawson (3), Robert Culp (2), David Soul (2), Susan Blakely (1), Nana Visitor (1), Andreas Katsulas (1), Dick Van Dyke (1) i Tim Russ (1).